# クラスノポール

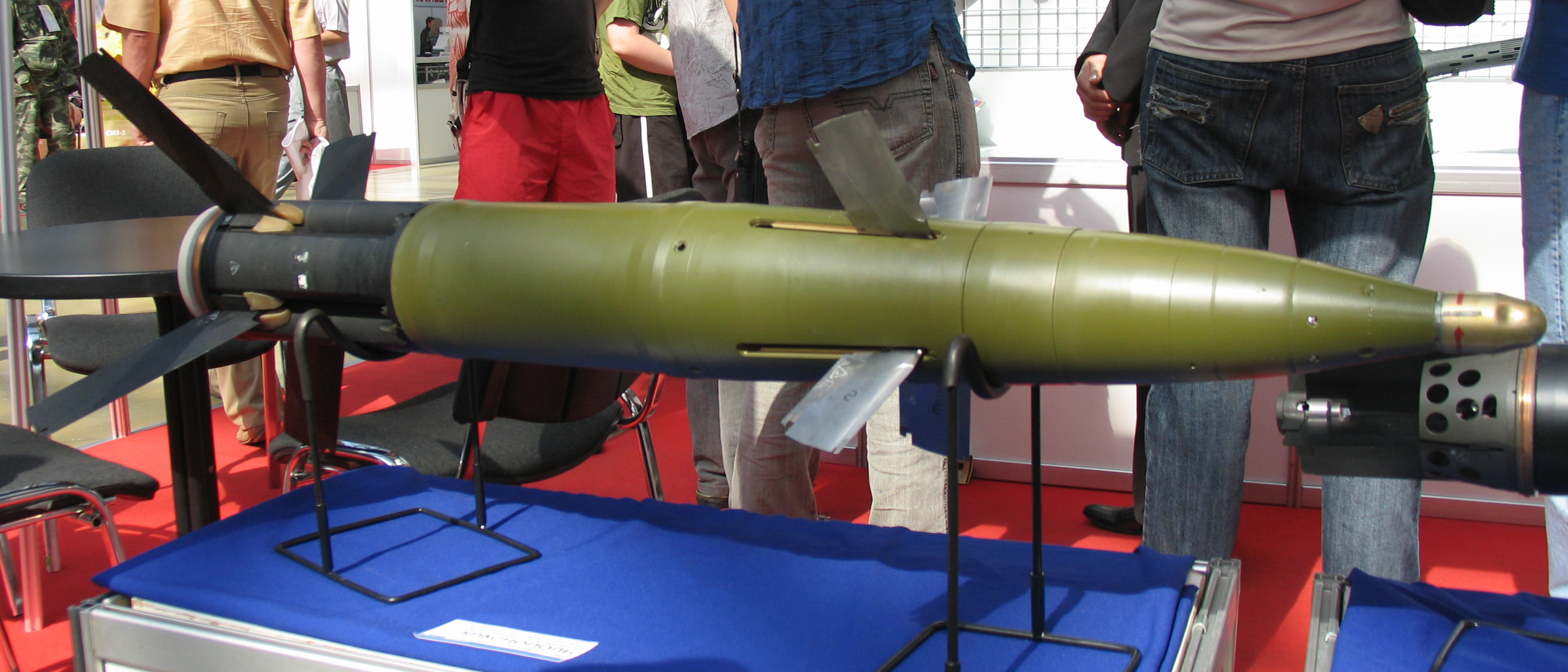
3OF39クラスノポール誘導砲弾

3OF39クラスノポール（ロシア語: 3ОФ39 «Краснополь»）は、ロシア製の誘導砲弾である。この砲弾は152/155mm口径の榴弾砲から発射されるベースブリード弾であり、翼安定機構を持ち、セミオートマチックのレーザー誘導が行なわれる。
この砲弾は、レーザー照射装置により照らされた地点へ自動的に誘導されるもので、典型的には地上の砲兵観測員によって操作される。これは観測員が視認できる目標のうち、戦車のように小型の地上目標や、他の直射兵器、強化された陣地、または重要地点の目標物との交戦を意図している。この砲弾は固定化された目標や移動目標のどちらに対しても投入できるが、その条件はこれらが観測員の視野内に在ることである。
1986年2月、クラスノポールはソ連地上軍に採用され、イジェフスク機械製作工場の工場で量産が開始された。

## 詳細
2K25クラスノポールシステムは3OF39誘導砲弾を含み、また1D22、1D20、1D15レーザー目標照射装置（LTD）、そして1A35射撃同調システムがある。レーザー照射システムの照射距離は5kmであり、この一方で砲弾自体の射程は20kmである。また目標探知装置の有効半径は1kmである。
システムの機能は以下の通りである。観測員は目標位置を確定し（例えば、彼ら自身の位置から見ての、地図上の座標や方位そして距離）、自身のレーザー目標照射装置が確実に目標をマークできるようにし、クラスノポールによる目標への砲撃を要請または命令する。次に、火砲が目標位置を照準し、誘導砲弾が発射される。砲撃部隊は通信網を介して信号を送り、観測員の持つ1A35I観測装置に誘導砲弾の砲撃を認証させるため、1A35K指揮装置を用いる。さらにレーザー目標照射装置が目標を照らすのに用いられ、飛翔中の砲弾は目標からのレーザー反射を検知し、照射を受ける目標位置へと誘導される。
当初目標の撃破後、LTDの操作員はさらにまた別の目標を要請するか、命じる可能性がある。もしこれらの次なる目標がともども間近にいるのであれば、レーザー照射装置に干渉する煙や塵を減らすため、これは以前の目標よりも風上に位置している必要がある。
クラスノポールは36km/hまでの速度で移動する目標に直撃を加えられる。

## 派生型
2K25クラスノポール
クラスノポールの原型であり、従前のソ連圏砲兵システムによって用いられるよう設計されている。これにはD-20 152mm榴弾砲、2S3アカーツィヤ 152mm自走榴弾砲、2A65ムスタ-B 152mm榴弾砲といった152mm砲がある。クラスノポールは高性能爆薬を充填し、重量20.5kgの破片効果弾頭を使用する。
砲弾の全重は50kgであるが、弾薬の全長から2S19ムスタ-S 152mm自走榴弾砲の自動装填装置とは互換性が無いものとなった。
2K25Mクラスノポール-M
「Krasnopol-Modernezatsya」またはクラスノポール-Mは、自動装填装置を備えた火砲で用いられるよう全長を縮めて作られている。
またこの弾薬は155mm自走砲で使用可能となるよう、155mm口径砲と互換性がある。
KM-1Mクラスノポール-M2
クラスノポール-M2は、クラスノポール-Mを基礎として更に開発を進めており、装甲化された目標と交戦するための155mm砲弾として設計されている。これは弾道飛行のうち、終末誘導にセミアクティブレーザー（SAL）誘導システムを用いる。
2023年12月24日、ロシア製『2S19M2・ムスタ-S・155mm自動装填装置装備・自走榴弾砲』にて使用されるロシア製『セミアクティブレーザー（SAL）誘導方式155mm砲弾・クラスノポール-M2』の製造現場にて、旧ソ連時代の『国産製造装置』を基に製造した(ブラウン管式表示装置を液晶ディスプレイ式表示装置に改修済み。『液晶ディスプレイはブラウン管と比較して部品点数及び作業工程ともに少なく大量生産に向いている』利点が功を奏した)ジェネリック製品にて155mm砲弾を製造している公式動画が公開され、物価スライド制による『基本給：月収12万ルーブル＋毎月の賞与1692ルーブル(2024年1月24日世界標準時6時14分時点の為替レートで約20万3944円)』という給金の増大及び(2036年3月31日までを『2035年度』とする)『2035年度』までに全産業の『国産化率8割計画』を完了して外国製品依存度を減衰させる産業構造の変化が着実に進行している事実が露呈した。